# Чумартово
Чумартово — деревня в составе  Андреевского сельского поселения Темниковского района Республики Мордовия.

## География
Находится на правобережье Мокши на расстоянии примерно 7 километров на северо-восток от районного центра города Темников.

## История
Известна с 1883 года, когда она была учтена как деревня Темниковского уезда из 24 дворов, название по фамилии первопоселенцев из села Песочного Конакова (Чукмаровки).

## Население
Постоянное население составляло 231 человек (мордва-мокша 97%) в 2002 году, 159 в 2010 году .